# 同類意識
同類意識（どうるいいしき）とは社会学用語の1つ。社会において他者を自己と同類であるということを認めるという意識。アメリカ合衆国の社会学者であるギディングスによると、このことが社会が結合をする本質であるとのこと。